# CORINAIR
CORINAIR – jeden z działów tematycznych systemu CORINE obejmujący inwentaryzację emisji zanieczyszczeń do atmosfery. Baza CORINAIR zawiera informacje o ilości emitowanych gazów (dwutlenek siarki, tlenki azotu, niemetanowe lotne związki organiczne, metan, tlenek węgla, dwutlenek węgla, podtlenek azotu, amoniak.
Zobacz też:
- CORINE biotopes
- CORINE land cover